# 巴托洛梅奥·洛美里尼宫
44°24′49.02″N 8°55′49.47″E / 44.4136167°N 8.9304083°E

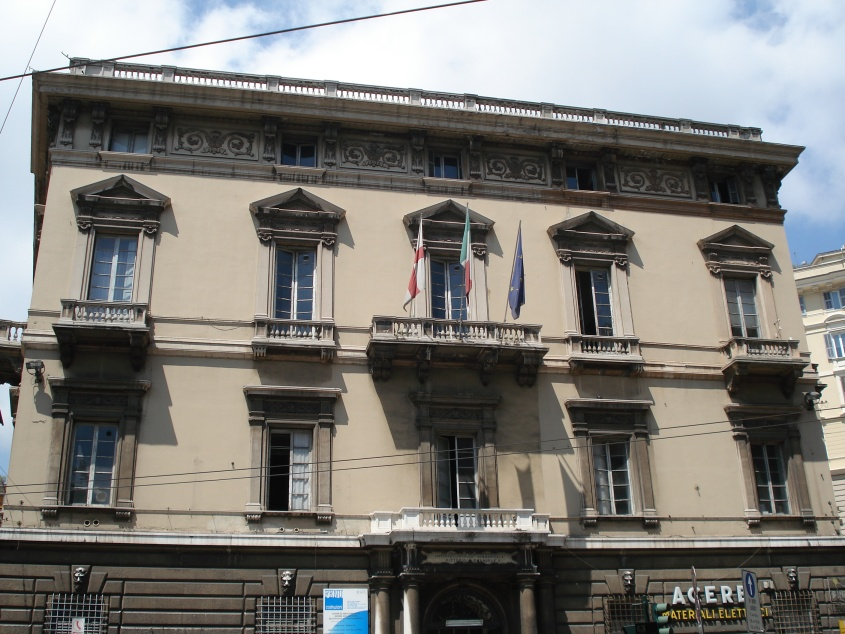

巴托洛梅奥·洛美里尼宫（Palazzo Bartolomeo Lomellini）是一座历史建筑，位于意大利热那亚造币所广场4号，2006年作为罗利宫殿体系的42座宫殿之一，被列为世界文化遗产。
该建筑建于1566-1570年，现在是“埃马努埃莱二世商学院”（Istituto tecnico commerciale Vittorio Emanuele II）的所在地。

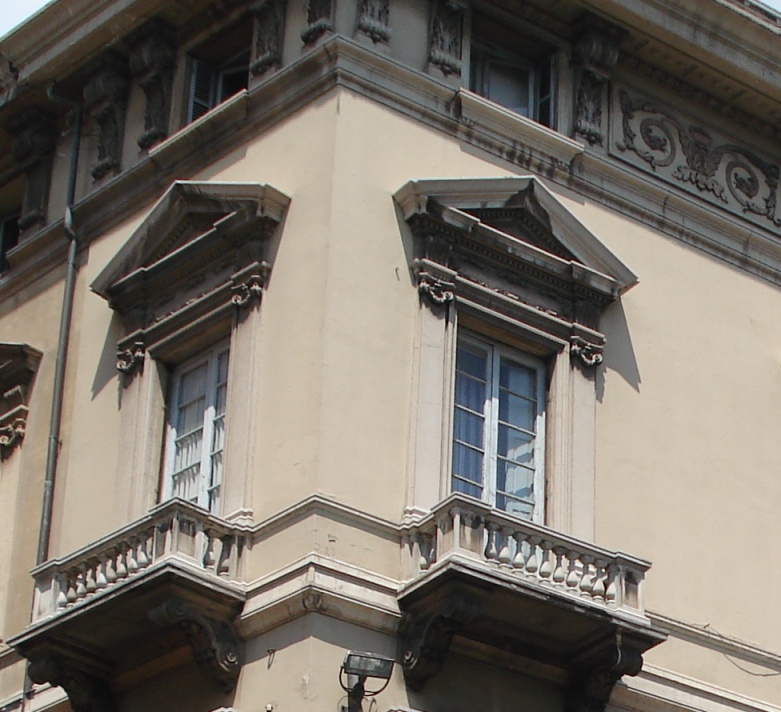
檐口细部